# تيبنتافوسب
تيبنتافوسب(Tebentafusp )، الذي يباع تحت الاغسم التجاري كيمتراك(Kimmtrak)، هو دواء يستخدم لعلاج نوع من سرطان العين ، المعروف باسم الورم الميلانيني العنبي.  و يوصف خاصة للحالات الإيجابية لـ HLA-A*02:01 و التي لا يمكن علاجها بالجراحة وحدها.   و يعطى عن طريق الحقن في الوريد.  تجدر الإشارة إلى أنه بسبب خطر الآثار الجانبية، يلزم مراقبة لمدة يوم تقريبًا بعد الجرعات الأولية. 
تشمل الآثار الجانبية الشائعة لهذا العقار على: متلازمة إفراز السيتوكين، و الطفح الجلدي، و الحمى، و الحكة، و التعب، و الغثيان، و آلام البطن، و التورم، و انخفاض ضغط الدم، و جفاف الجلد، و الصداع، و القيء.  أما استخدامه أثناء الحمل فقد يؤدي إلى الإضرار بالجنين.  إنه عبارة عن عامل تفاعل ثنائي التخصص مع الخلايا التائية CD3 الموجهة بواسطة الببتيد gp100 . 
تمت الموافقة عليه للاستخدام الطبي في كل من الولايات المتحدة و أوروبا في عام 2022.   في الولايات المتحدة، تبلغ تكلفة الدواء حوالي 18800 دولار أمريكي لكل جرعة.  و على الرغم من توفره في المملكة المتحدة، إلا أن التكلفة لم يتم تحديدها بعد. 